# متلازمة بابينسكي ناجوت
متلازمة بابينسكي ناجوت إحدى متلازمات جذع الدماغ التناوبية. تحدث عند وجود تلف في النخاع المستطيل الظهراني الجانبي أو الخلفي، ومن المحتمل أن يكون لها أصل مرتبط بالزهري. لذلك تُسمى أيضًا متلازمة النخاع المستطيل التناوبية.
النخاع المستطيل (البصلة السيسائية) هو النصف السفلي من جذع الدماغ. يتحكم في الوظائف الذاتية ويربط المستويات العليا من الدماغ بالنخاع الشوكي. وهو مسؤول عن تنظيم الكثير من الوظائف الأساسية للجهاز العصبي الذاتي، بما في ذلك التنفس ووظيفة القلب والتوسع الوعائي والمنعكسات مثل التقيؤ والسعال والعطاس والبلع.
يحدث الاضطراب النادر بسبب تلف جزء من الدماغ (المنطقة الانتقالية النخاعية) ما يسبب مجموعة متنوعة من الأعراض العصبية، يؤثر بعضها على جانب واحد فقط من الجسم. تشمل الأعراض الرنح المخيخي الموافق (في نفس الجانب) والعجز الحسي للوجه ومتلازمة هورنر، إلى جانب الضعف وفقدان الإحساس في الجانب المقابل (الجانب الآخر) من الجسم.
وُصفت المتلازمة أول مرة في 1902 وسميت لاحقًا نسبة إلى طبيبَي الأعصاب الذين درساها في البداية، جوزيف بابينسكي وجان ناجوت.

## الأعراض والعلامات
- تنفسية

بحة في الصوت وشلل في الجانب الأيمن من اللسان وارتخاء في الحنك. الإصابة بذات الرئة وضيق في التنفس.
- هضمية

عسر البلع وصعوبة في البلع والغثيان والتقيؤ والرتة- المعروفة أيضًا بعسر التلفّظ. 
- قلبية وعائية

فرط التوتر الشرياني- المعروف أيضًا باسم ارتفاع ضغط الدم. فرط شحوم الدم، أي وجود مستويات عالية بشكل غير طبيعي من الدهون في الدم. 
- عينية

تقبض الحدقة، تقلص وانقباض غير طبيعي لبؤبؤ العين. تدلي الجفن، وهو تدلٍ غير طبيعي للجفنين العلويين. غؤور العين، أي انزياح العين إلى داخل المحجر. 
- بولية تناسلية

انقطاع الطمث التالي للولادة، وهو الغياب غير الطبيعي للطمث بعد الولادة وثر اللبن، أي الإفرازات اللبنية من الحلمتين دون ارتباط بالرضاعة الطبيعية.
- عصبية

ترنح وعدم السيطرة على العضلات والحركات الطوعية.

### علامة بابينسكي
علامة بابينسكي هي تحرك إصبع القدم الكبير إلى الأعلى عوضًا عن الأسفل عند حدوث الانثناء الأخمصي، ويُعرف أيضًا باسم المنعكس الأخمصي. أصبح هذا الاختبار بارزًا جدًا في الفحوصات العصبية القياسية.  يُستخدم هذا الاختبار لتحديد قوة السبيل القشري النخاعي. السبيل القشري النخاعي مسار تُرسل فيه الإشارات الحركية من الدماغ إلى العصبونات الحركية السفلية، والمعروف أيضًا باسم سبيل الألياف الهابطة التي تبدأ في القشرة المخية، الطبقة الخارجية من المخ، وتمر عبر جذع الدماغ والنخاع الشوكي. يمكن أن يسبب التلف في أي مكان من السبيل القشري النخاعي ظهور علامة بابينسكي.
يمكن أن تظهر علامة بابينسكي من خلال بسط إصبع القدم الكبير وتبعيد أصابع القدم الأخرى عوضًا عن منعكس العطف الطبيعي. في مثال آخر على هذا الاختبار يستلقي المريض على ظهره (وضعية الاستلقاء الظهري) مع تقاطع يديه على صدره. ويحاول الجلوس بعد ثني الفخذ المصاب مع رفع الكعب ويبقى الجانب غير المصاب من الجسم مسطحًا.

## أصل التسمية
غالبًا ما يُخلط بين متلازمة بابينسكي ناجوت ومتلازمات أخرى أو تُربط معها. هذه المتلازمات هي متلازمة رينهولد (المتلازمة النخاعية النصفية) ومتلازمة والنبرغ. على الرغم من الخلط بينها فإنها متلازمات مختلفة ولكل منها سماتها المُميِزة. على غرار متلازمة بابينسكي ناجوت، تعد متلازمة رينهولد أيضًا مرضًا نادرًا. بينت دراسة قارنت اثنين من المرضى الذين يعانون من متلازمة بابينسكي ناجوت مع مريض مصاب بالمتلازمة النخاعية النصفية من خلال التصوير بالرنين المغناطيسي أن متلازمة بابينسكي ناجوت متلازمة مستقلة بحد ذاتها وتختلف عن المتلازمة النخاعية النصفية.